# Cmentarz wojenny w Rozwadowie
Cmentarz wojenny w Rozwadowie – założony w 1914, obok cmentarza parafialnego, jako cmentarz wojenny nr 10 okręgu tarnobrzeskiego, cesarskiej i królewskiej Inspekcji Grobów Wojennych w Przemyślu. Był to największy spośród 22 cmentarzy wojennych powstałych w latach 1914–1918 na terenie ówczesnego powiatu tarnobrzeskiego, zarówno pod względem ilości pochowanych, jak i powierzchni. Cmentarz w 1916 zaprojektował Maximilian Fried a wybudowała 16 kompania robocza Oddziału Grobów Wojennych w Przemyślu, przy pomocy jeńców rosyjskich, dowodzona przez por. Leichnera. Cmentarz powstał na planie prostokąta o powierzchni ok. 3800 m².

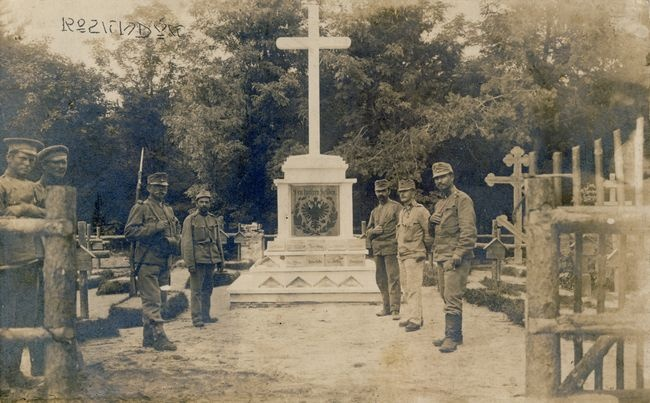
Cmentarz wojenny w 1916

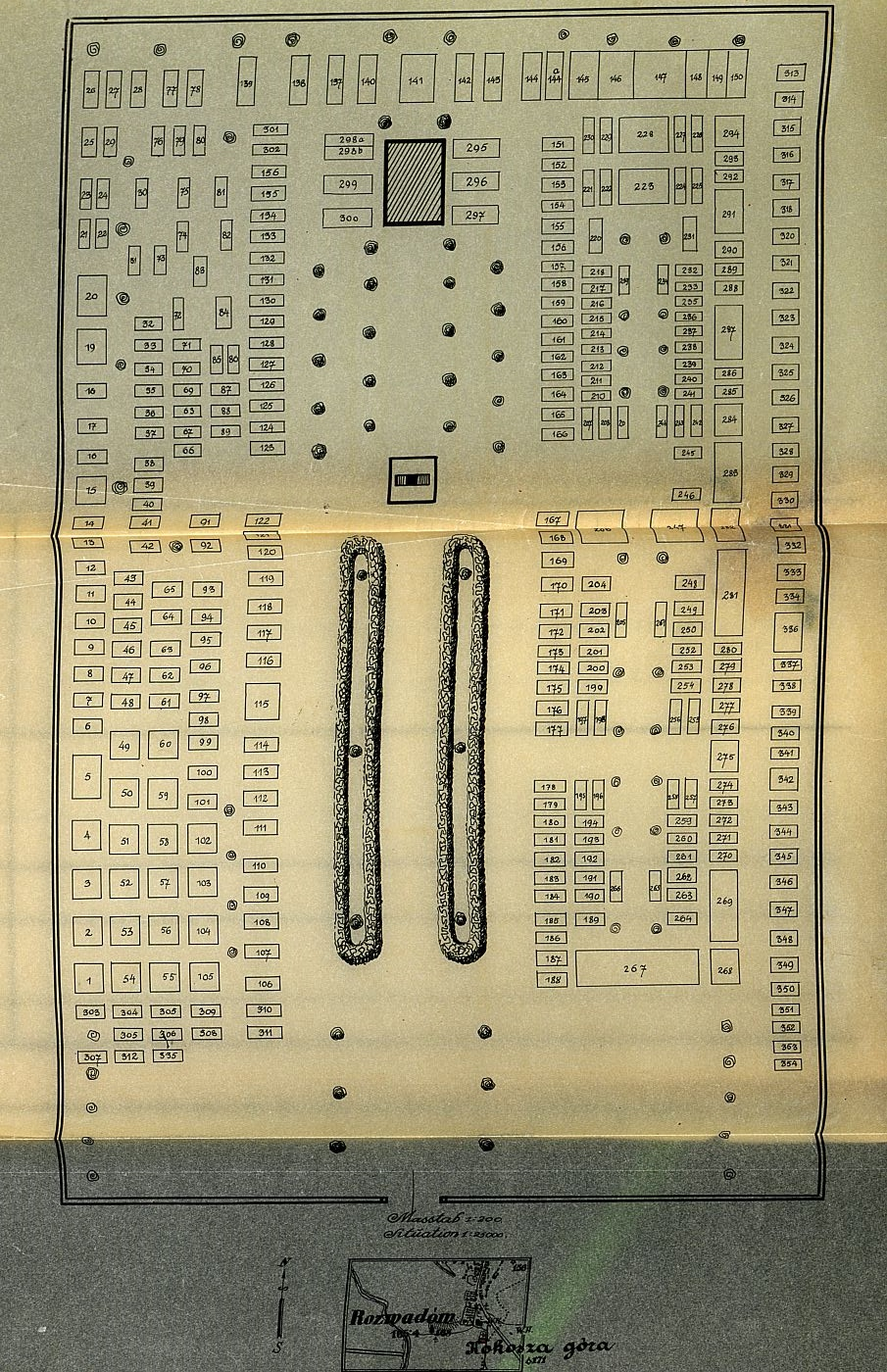
Plan cmentarza wojennego Rozwadów. 1918

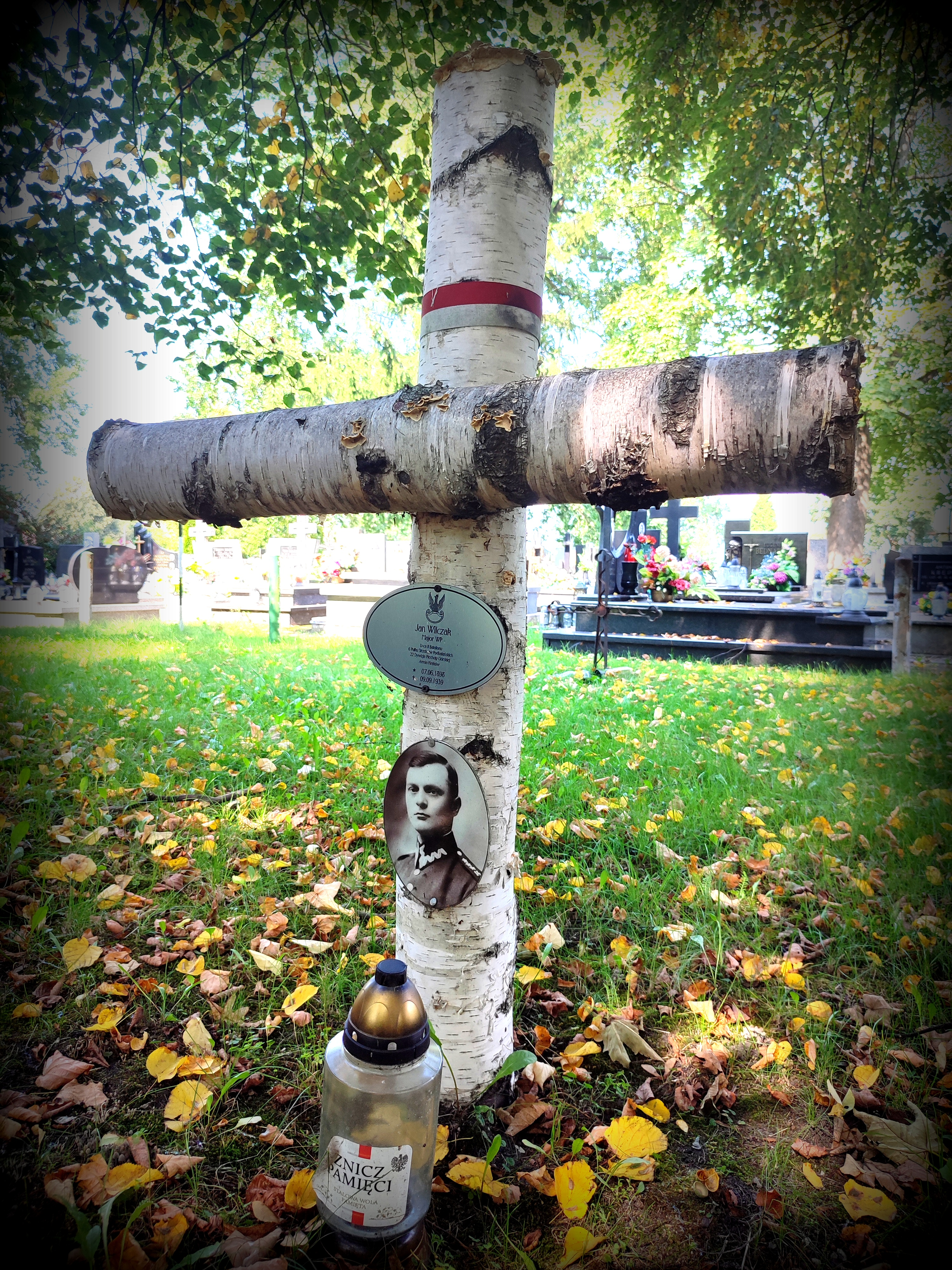
Mogiła Jana Wilczaka majora WP

## Historia
Początki cmentarza wojennego w Rozwadowie sięgają 17 sierpnia 1914 roku, kiedy dokonano tu pierwszego udokumentowanego pochówku, por. Ludwiga Amona z 3 szwadronu c. i k. 3 Pułku Dragonów.
18 sierpnia 1914 pochowano artylerzystę, kan. Władysława Gębalę, który utonął podczas mycia koni zaprzęgowych w Sanie. Kolejnym znanym poległym, pochowanym 29 sierpnia 1914, był strz. Jan Curzydło, z okolic Wadowic, obaj służyli w c. k. dywizjonie Tyrolskich Strzelców Cesarskich.
Cmentarz funkcjonował nieprzerwanie od sierpnia 1914 do listopada 1918 roku, a do jego powstania i rozrostu w dużym stopniu przyczynił się utworzony w Rozwadowie 6 Rezerwowy Ruchomy Szpital Wojskowy, podlegający służbom medycznym c. i k. 1 Armii gen. kaw. Viktora Dankla, do którego zaczęły napływać transporty kolejowe żołnierzy, rannych podczas trwającej od 19 do 25 sierpnia 1914 roku bitwy pod Kraśnikiem. Oprócz tego dwukrotnie stał się typowym cmentarzem pola walki: pierwszy raz w dniach 13–15 września, a następnie w dniach 9 października – 3 listopada 1914, gdy grzebano tu żołnierzy austro-węgierskich, poległych na linii frontu przebiegającego przez miasto w czasie ofensywy rosyjskiej. Do 3 listopada 1914 pochowano tu 63 znanych i 61 nieznanych żołnierzy.
Do 1918 roku powstały 302 mogiły pojedyncze i 52 zbiorowe. Łącznie spoczęło w nich 890 żołnierzy, z czego 566 żołnierzy austro-węgierskich, 285 rosyjskich i 6 niemieckich. Pośród nich reprezentowane są liczne narodowości, ale znaczną część poległych stanowią Polacy, poddani cesarza Franciszka Józefa, i cara Mikołaja II.
W 1926 roku przeniesiono tu szczątki 42 poległych żołnierzy rosyjskich z likwidowanego cmentarza wojennego w Jastkowicach. Chowano tu również, znajdowane nadal w okolicy szczątki żołnierzy poległych jesienią 1914 r., i pochowanych na polach, np. pochówek 2 poległych strzelców tyrolskich znalezionych w mogile nad Sanem, zorganizowano w 1928.
Ponownie funkcje grzebalne cmentarz wojenny zaczął pełnić w 1939 roku, kiedy pochowano tu zmarłych z ran żołnierzy Wojska Polskiego i Wehrmachtu. Następnie miały tu miejsce pochówki Niemców z różnych formacji okupacyjnych. Latem 1944 roku pochowano tu żołnierzy radzieckich i niemieckich poległych w walkach pomiędzy 28 lipca a 2 sierpnia 1944 roku. W następnym okresie na cmentarz rozwadowski trafiali ranni obu stron, zmarli w tutejszych radzieckich szpitalach polowych, a także niewielka ilość jeńców niemieckich.
Do wiosny 1945 pochowano tu kolejnych co najmniej 229 żołnierzy radzieckich i niemieckich. Tę część cmentarza zlikwidowano jesienią 1953 roku, przenosząc szczątki żołnierzy armii niemieckiej na zbiorczy cmentarz wojenny z I wojny w Sandomierzu, rosyjskich na cmentarz żołnierzy Armii Czerwonej.
Niestety ofiarą tych działań padło również co najmniej kilka zbiorowych mogił z okresu I wojny światowej. Wg szacunkowych danych na cmentarzu spoczywa obecnie ok. 1100 żołnierzy różnych narodowości z okresu I wojny światowej.
Na przełomie lat 60. i 70. dwudziestego wieku, oddzielono cmentarz wojskowy od cmentarza cywilnego ogrodzeniem, co miało zapobiegać dalszemu zawłaszczaniu terenu cmentarza wojennego pod pochówki cywilne, przeprowadzone wówczas prace ziemne zniszczyły pierwotne mogiły ziemne.
Do dziś zachowały się jedynie trzy nagrobki: jeden z tablicą w językach węgierskim i niemieckim, Karola Bauera z Budapesztu, porucznika rezerwy C.K. Armii 1 Batalionu Strzelców Polowych, poległego pod Rozwadowem.
Grób 3 żołnierzy i pomnik z napisem: "Jan Mendlowski, lat 34, 9 X 1914" – szer. Jana Mendlowskiego, z 9 kompanii c.k. 17 pułku piechoty Obrony Krajowej „Rzeszów” oraz dwu innych, pochowanych we wspólnej mogile, poległych: plut. Jana Dudka, z c.k. 34 pułku piechoty Obrony Krajowej „Jarosław” oraz ułana Stefana Mierzwy z 3 pułku ułanów Obrony Krajowej.
Piaskowcowy nagrobek zwieńczony krzyżem na grobie, szer. Władysława Bożka i szer. Józefa Bazaka, poległych w dniu 9 października 1914.
Obecnie obszar cmentarza wojennego, w wyniku działań podejmowanych w latach 60. XX wieku, znacznie zmalał. Wojenny cmentarz rozwadowski, pozostający nieprzerwanie przez 78 lat własnością Skarbu Państwa, został w dniu 8 grudnia 1998 roku przekazany przez ówczesnego wojewodę tarnobrzeskiego, parafii rozwadowskiej.

## Epilog
Staraniem Fundacji Przywróćmy Pamięć, Opiekuna Miejsca Pamięci, parafia zrzekła się zarządu nad terenem cmentarza wojennego i 2022 roku teren ten powrócił pod zarząd Skarbu Państwa. Ponadto z inicjatywy Fundacji opracowano plan renowacji miejsca pamięci jak i uzyskano zgodę na jego renowację. W ciągu ostatnich kilku lat, w wyniku badań, udało się też ustalić nazwiska ponad 700 żołnierzy różnych narodowości spoczywających na cmentarzu wojennym w Rozwadowie z ogólnej liczby ponad tysiąca pochowanych. Utworzono wirtualny cmentarz wojenny jak i nawiązano kontakt z rodzinami poległych żołnierzy, którzy jak okazuje się są zainteresowani miejscem pochówku swych przodków..

Wojny, są pozbawione pamięci, i nikt nie ma dość odwagi, aby spróbować je zrozumieć, póki nie umilkną wszystkie głosy zdolne opowiedzieć o tym, co zaszło, póki nie nadejdzie chwila, w której słowa zaczynają się zacierać, a wtedy powracają z inną twarzą i innym imieniem, by pochłonąć to, co zostało.
Carlos Ruiz Zafon